# 10BASE-T

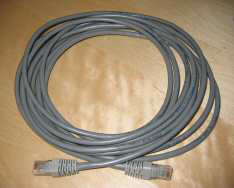
Cáp 10BASE-T.

## Mạng Ethernet trên cáp đồng xoắn đôi
Mạng Ethernet trên công nghệ cáp đồng xoắn đôi sử dụng các sợi cáp đồng xoắn đôi trong lớp mạng vật lý của hệ thống kết nối mạng Ethernet cho máy tính. Hệ thống mạng Ethernet cũng có thể sử dụng các loại cáp đồng trục hoặc cáp quang. Những phiên bản tiêu chuẩn đầu tiên được xây dựng vào những năm 1980 cho mạng nội bộ (LAN) hình sao (StarLAN) cho tốc độ 10BASE-T. Trong thập kỷ 90, các công nghệ mạng giá rẻ có mức độ phát triển nhanh bắt đầu xuất hiện. Hiện tại phổ biến nhất là 100BASE-TX (fast Ethernet) và 1000BASE-T (gigabit Ethernet)truyền dẫn tốc độ tương ứng 100 Mbit/giây và 1000 Mbit/giây (1 Gbit/s). Tất cả các tiêu chuẩn sử dụng đầu nối loại 8P8C. Và các ứng dụng (công nghệ) mới tốc độ cao sẽ phải hỗ trợ hoàn toàn các công nghệ (tiêu chuẩn) tốc độ thấp;điều này cho phép kết hợp nhiều thế hệ thiết bị khác nhau trong cùng một hệ thống mạng. Khả năng truyền dẫn kết hợp cho các kết nối là 10/100 or 10/100/1000 tùy theo thiết bị đầu cuối. Loại cáp thường được sử dụng có 4 đôi dây (với tốc độ 10BASE-T và 100BASE-TX chỉ cần 2 đôi dây). Cả ba tiêu chuẩn tốc độ này đều hỗ trợ kết nối full-duplex và half-duplex.

### Viết Tắt
10BASE-T là một công nghệ trong mạng [Ethernet] cho phép các [máy tính] trong mạng được nối với nhau thông qua cáp đôi xoắn. Tên gọi của 10BASE-T xuất phát từ một vài đặc điểm vật lý, trong đó 10 tương ứng với tốc độ truyền tối đa 10 [Megabit] trên giây (Mb/s), BASE là viết gọn của [baseband], T là loại cáp xoắn đôi (Twisted Pairs). Vì sử dụng cáp xoắn đôi nên nó có thẻ chạy song công toàn phần (Full duplex).

### Cáp mạng
Các tiêu chuẩn Ethernet cho cáp đồng xoắn đôi phần lớn sử dụng cáp được kết nối các đôi dây thẳng"straight through"(chân 1 kết nối tới chân 1, chân 2 tới chân 2 và tương tự cho các chân còn lại), nhưng cũng có vài trường hợp phải kết nối chéo"crossover"các đôi dây(đôi nhận ở một đầu kết nối tới đôi phát ở đầu còn lại và ngược lại).
Tốc độ 10BASE-T và 100BASE-TX chỉ yêu cầu sử dụng 2 đôi dây mà thôi, sử dụng các chân 1, 2, 3, 6. Từ tốc độ 10BASE-T và 100BASE-TX chỉ cần 2 đôi dây và sợi cáp Category 5 có tới 4 đôi dây nên có thể sử dụng 2 đôi dây còn lại cho một nốt mạng khác (tất nhiên điều này không tuân theo một tiêu chuẩn nào) hoặc sử dụng các đôi dây này vào công nghệ PoE (Power over Ethernet - Truyền điện nguồn qua dây mạng) (hoặc sử dụng trên cùng một sợi cáp mạng 1 đường kết nối mạng và 2 đường điện thoại) thông qua sợi cáp Category 5 sử dụng 2 đôi cáp không cần thiết (chân 4–5, 7–8) trong cấu hình tốc độ 10- và 100-Mbit/giây. Trong thực tế để có một hiệu suất tốt nhất đòi hỏi phải tách riêng các đôi cáp trong tốc độ 10/100-Mbit/giây tại các hub, switche và các máy tính PC và không sử dụng các đôi cáp thừa. Hơn nữa tốc độ 1000BASE-T (và 10GBASE-T) yêu cầu sử dụng cả bốn đôi cáp, chân 1, 2, 3, 6 cũng như 4, 5, 7, 8.
Thông thường để kết nối mạng Ethernet tốc độ 10- hoặc 100-Mbit/giây sử dụng tiêu chuẩn T568A hoặc T568B. Hai tiêu chuẩn này khác nhau ở vị trí hoán đổi của hai đôi cáp được sử dụng cho việc phát và nhận (TX/RX), nếu ta đấu một đầu cáp theo kiểu T568A và đầu còn lại theo kiểu T568B thì ta sẽ có một sợi cáp chéo.
Kết nối 10BASE-T và 100BASE-TX trên máy tính PC sử dụng loại đầu nối được gọi là đầu nối giao diện Medium Dependent Interfaces (MDI), phát tín hiệu trên các chân 1, 2 và nhận tín hiệu trên các chân 3, 6 tới các thiết bị mạng sử dụng loại cáp thẳng"straight-through". Trong công nghệ cũ nếu 2 thiết bị mạng cùng cấp (switch kết nối switch hoặc máy tính kết nối máy tính) thường yêu cầu sử dụng cáp chéo"crossover"tại tốc độ 10 hoặc 100 Mbit/giây. Và thông thường một số đầu nối (trên switch) có thể sử dụng loại cáp thẳng"straight-through"được đặt tên là MDI-X port và được xem như là một kết nối chéo ("internal crossover"hoặc"embedded crossover") có sẵn trong switch. Các cổng Hub và switch đời cũ được kết nối chéo nội tại (internal crossovers) thường được đặt tên là cổng"uplink"hoặc"X". Ví dụ, 3Com thường đặt tên các cổng này là 1X, 2X, và tương tự với các cổng tiếp theo. Trong một vài trường hợp thì có một nút bấm cho phép chuyển đổi một cổng mạng từ cổng thường thành cổng uplink.
Ngày nay các card mạng Ethernet trong các máy tính đời mới có thể tự động nhận ra có một máy tính khác được kết nối với mình bằng cáp thẳng"straight-through"trong khi yêu cầu cần có một kết nối chéo"crossover"và khi đó nó sẽ tự động chuyển đổi cổng mạng của mình thành cổng uplink. Phần lớn các switch đời mới có chức năng chuyển đổi chéo"crossover"(gọi là"auto MDI-X"hoặc"auto-uplink") cho tất cả các cổng mạng, loại bỏ các cổng switch"uplink"hoặc MDI/MDI-X, cho phép mọi cổng kết nối switch chỉ cần sử dụng cáp thẳng"straight-through". Nhưng nếu cả hai thiết bị được kết nối hỗ trợ tốc độ 1000BASE-T theo tiêu chuẩn thì chúng được kết nối sử cáp mạng như thế nào.
Một đầu phát tốc độ 10BASE-T sẽ phát hai điện áp khác biệt +2.5 V hoặc −2.5 V trên một đôi dây.
Tương tự tốc độ 100BASE-TX sử dụng cùng một đôi dây như 10BASE-T, nhưng có chất lượng truyền dẫn tốt hơn cho phép băng thông tín hiệu cao hơn.
Đầu phát tốc độ 100BASE-TX phát ra 3 mức điện áp là +1 V, 0 V, hoặc −1 V.[6]
Tốc độ 1000BASE-T sử dụng cả bốn đôi cáp phát theo 2 chiều (bi-directionally) hoặc còn gọi là full-duplex và theo tiêu chuẩn thì nó bao gồm cả auto MDI-X. Theo tiêu chuẩn IEEE 802.3ab cho tốc độ 1000BASE-T với cáp đồng xoắn đôi Cat 5e UTP sử dụng mã hoá tín hiệu 4D-PAM5 (4 dimensions using PAM (pulse amplitude modulation)) với 5 mức điện áp −2 V, −1 V, 0 V, +1 V, và +2 V. Khi đó mức điện áp +2 V tới −2 V xuất hiện trên các chân điều khiển, mức điện áp có trên cáp thông thường là +1 V, +0.5 V, 0 V, −0.5 V và −1 V.
Ứng dụng 100BASE-TX và 1000BASE-T được thiết kế với yêu cầu tối thiểu sử dụng cáp Category 5e với chiều dài tối đa là 100 mét.
Không giống như các tiêu chuẩn Ethernet sử dụng cáp đồng trục trước đây như 10BASE5 (thicknet) và 10BASE2 (thinnet), tiêu chuẩn tốc độ 10BASE-T không đưa ra yêu cầu chính xác cho loại cáp phải sử dụng mà thay vào đó nó chỉ định các thông số kỹ thuật mà loại cáp sử dụng phải đạt được. Điều này làm cho tiêu chuẩn 10BASE-T trên hệ thống cáp đồng xoắn đôi có thể không phù hợp với các tiêu chuẩn chỉ định cho hệ thống điện. Một số đặc tính kỹ thuật cụ thể như thông số suy hao (attenuation), trở kháng danh định (characteristic impedance), độ trễ truyền (propagation delay) và các thông số nhiễu (noise). Các thiết bị kiểm tra cáp mạng được phổ biến rộng rãi để kiểm tra mọi thông số kỹ thuật sau khi hệ thống cáp mạng được lắp đặt. Các thông số kỹ thuật này phải đặt được yêu cầu của tiêu chuẩn với độ dài 100 mét trên đường cáp đồng xoắn đôi không bọc giáp UTP (unshielded twisted-pair cable) có tiết diện lõi đồng là 24AWG (0.511 mm).